# Brinksoot
Der Brinksoot, ein kleines Stillgewässer in Hannovers Stadtteil Wülferode, ist als Naturdenkmal geschützt.
Dieses Naturdenkmal ist auch Teil des Naturschutzgebietes Bockmerholz, Gaim und zugleich des Natura 2000-Gebietes nach der Fauna-Flora-Habitat-Richtlinie (FFH-Richtlinie) der Europäischen Union „Bockmerholz, Gaim“ mit der EU-Registriernummer 3625-331. Der Brinksoot liegt in einem offenen für Ackerbau und Wiesenwirtschaft genutzten Bereich zwischen dem nördlich gelegenen Gaim und dem Bockmerholz, das südlich anschließt.
Schon im Jahr 1974 war der Brinksoot unter Schutz gestellt gewesen, und zwar durch den Landkreis Hannover, zu dem die Gemeinde Wülferode bis zu ihrer Eingliederung in die Stadt Hannover zum 1. März des Jahres 1974 gehörte. Es war die Nummer H – S 14 vergeben worden. Die nach dem Niedersächsischen Kommunalverfassungsgesetz inzwischen für die Aufgaben der unteren Naturschutzbehörde zuständige Region Hannover ordnete die Naturdenkmale für ihr Gebiet im Jahr 2010 neu, hob die bisherigen Verordnungen der Kommunen auf, erließ für die meisten der bisherigen Naturdenkmale eine neue (Sammel-)Verordnung und begründete die Unterschutzstellung des Brinksoot in der Anlage zu der neuen Verordnung mit dieser Beschreibung:
Fast rundes Gewässer mit Vorkommen von Rauem Hornblatt, Krausem Laichkraut, Kalmus, Sumpfiris, Igelkolben, Tannenwedel, Seebinse, Mädesüß, Sumpfdotterblume. Das Gewässer ist Laichplatz für Lurche, u. a. kommt hier der Kamm-Molch vor.
und nannte als Schutzzweck
Das Gewässer wird wegen seiner Schönheit sowie seiner Bedeutung für Wissenschaft und Heimatkunde geschützt.
Den Standort beschreibt die Verordnung
1,5 km östlich von Wülferode und ca. 700 m von der Autobahn BAB 7, im Schafanger,
nennt als Flurdaten
Hannover-Wülferode, Flur 5, Flurstück 34/1,
verwendet die Bezeichnung
Brinksoot
und registriert sie unter der Nummer ND-H 223.
Der Brinksoot liegt auf einer Höhe von ungefähr 67 m ü. NHN. Die Fläche des Brinksoot und die Wiesen in seiner Umgebung sind Eigentum der Stadt Hannover. Die Wiesen um den Brinksoot sind nach der Naturschutzgebiets-Verordnung für Bockmerholz, Gaim als Magere Flachland-Mähwiesen mit acht in der Verordnung genannten Maßgaben zu bewirtschaften.
Die Stadt Hannover hat neben dem Brinksoot eine Informationstafel aufgestellt, die Besucher über das Vorkommen von Pflanzen und Tieren, ökologische Bedeutung, Geschichte und Schutzwürdigkeit informiert. Dass der Brinksoot Teil des Natura-2000-Gebietes "Bockmerholz, Gaim" ist, wird nicht erwähnt. Die Fläche zwischen dem landwirtschaftlichen Weg und dem Brinksoot ist eine schmale, regelmäßig gemähte Wiese, so dass Besucher bis an den Teich gehen können. Auf dieser Wiese steht auch ein Tisch mit Bänken auf seinen beiden Längsseiten. Die Erneuerung der Informationstafel, der Sitzgelegenheit und der Zustand des Gewässers waren Gegenstand einer Anfrage in der lokalen Vertretungskörperschaft. Die Wasserpflanzen haben sich so stark entwickelt, dass schon vor dem Beginn des Sommers das Gewässer praktisch bedeckt ist. Noch Anfang der 1990er Jahre waren große Teile der Wasseroberfläche unbedeckt.

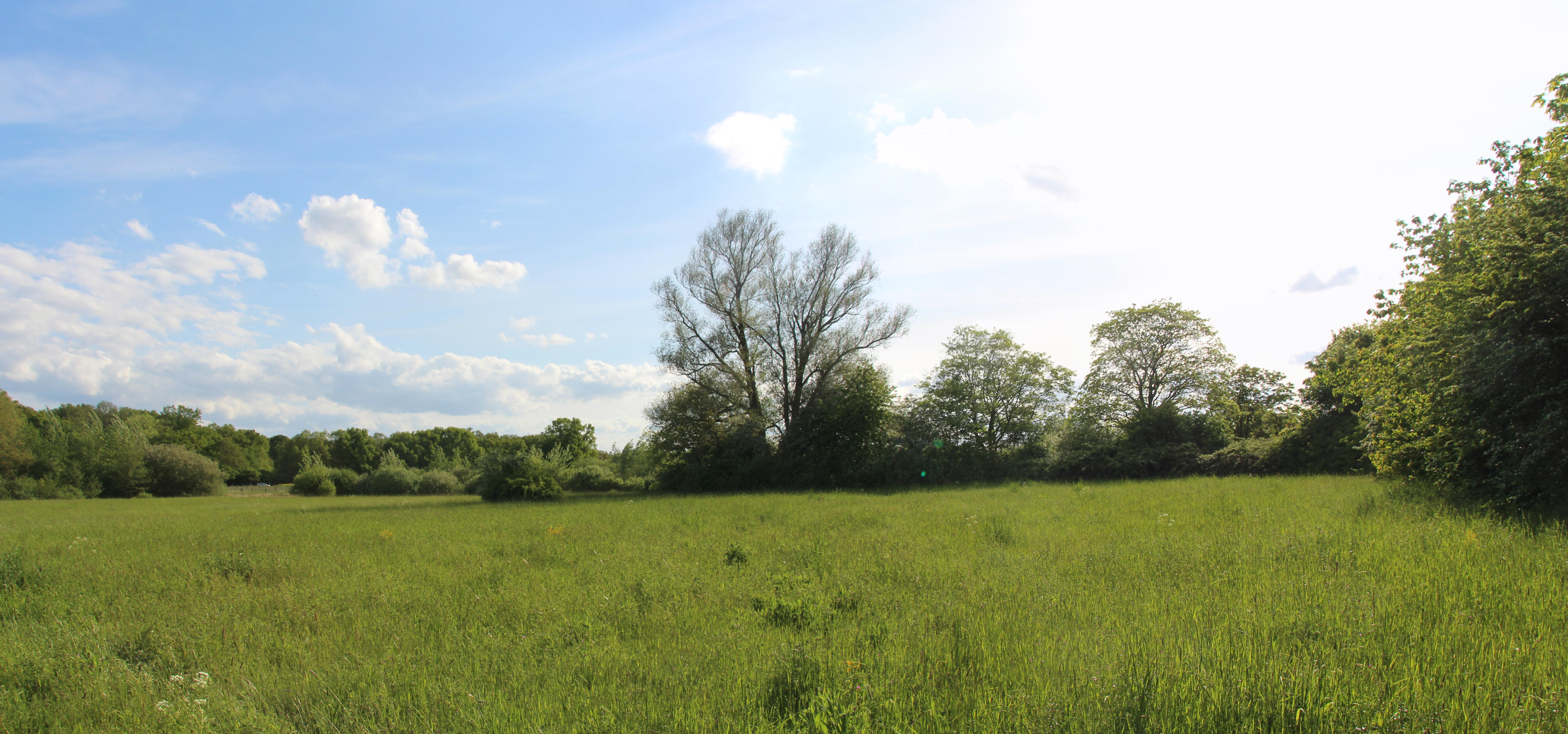
Der baumumstandene Brinksoot und seine Umgebung (Blick von Süden)

Der Niedersächsische Heimatbund hatte im Jahr 1992 in seiner „Roten Mappe“ bei der Niedersächsischen Landesregierung für die Schaffung eines Biotopverbundes im Bereich von Brinksoot und dem heutigen Naturschutzgebiet Bockmerholz, Gaim geworben, lobte den Ankauf von Flächen durch die Stadt Hannover und sprach sich für eine Sicherung der östlich des Kronsbergs liegenden Flächen als Naturraum aus. Diese Anregung wurde durch die Meldung der Flächen als Natura-2000-Gebiet und die Unterschutzstellung als Naturschutzgebiet "Bockmerholz, Gaim" erreicht, letztere erfolgte erst im Jahr 2019.
Im Zuge der Ausweisung des Naturschutzgebietes „Bockmerholz, Gaim“ wies die Stadt Hannover für den Brinksoot auf diese Ziele hin:
Inhaltlich zielt die Unterschutzstellung insbesondere auf den Erhalt, die Entwicklung oder die Wiederherstellung: [...] kalkreicher, nährstoffarmer Stillgewässer sowie der Feuchtwiesen und Sümpfe basenreicher, nährstoffarmer Standorte im Bereich „Brinksoot“.
Der Brinksoot war als kleine Tonkuhle entstanden, diente dann als Viehtränke – das niederdeutsche Wort „Soot“ wird als Brunnen oder Wasserloch verstanden – und wurde von der Bevölkerung Wülferodes bis in die 1950er Jahre hinein als Badegelegenheit genutzt. Nach dem Erwerb der Flächen durch die Stadt Hannover konnte ein Teil des Ackerlandes in Wiesen umgewandelt werden. Die Stadt ergänzte in den 1990er Jahren das Feuchtgebiet um den Brinksoot entlang des renaturierten „Holz- und Flaitgrabens“ um elf Tümpel. Im nahen Bockmerholz bestehen noch mit Wasser gefüllte Bombentrichter, die hauptsächlich Bergmolchen (Ichthyosaura alpestris) als Habitat dienen. Diese Bombentrichter sind bei Bombenabwürfen durch Luftangriffe auf Hannover am 22. und 23. September 1943 entstanden. In der Nähe des Brinksoot war während des Zweiten Weltkriegs als Attrappe eine Fabrikanlage gebaut worden, um die Piloten alliierter Flugzeugbesatzungen von den in Hannover gelegenen Fabriken abzulenken.